# رينيه موريل (منافس ألعاب قوى)
رينيه موريل (بالفرنسية: René Morel)‏ هو منافس ألعاب قوى فرنسي، (ولد في باريس في فرنسا 1912 – 1978 م).

## وصلات خارجية
- رينيه موريل على موقع الاتحاد الفرنسي لألعاب القوى (الفرنسية)
- رينيه موريل على موقع اللجنة الأولمبية الدولية (الإنجليزية)
- رينيه موريل على موقع أوليمبيديا (الإنجليزية)